# مالک هیرستون
مالک هیرستون (انگلیسی: Malik Hairston؛ زادهٔ ۲۳ فوریهٔ ۱۹۸۷) بازیکن بسکتبال اهل ایالات متحده آمریکا است.
از باشگاه‌هایی که در آن بازی کرده‌است می‌توان به المپیا میلان، آستین توروس، بسکتبال مردان اورگن داکس، و سن آنتونیو اسپرز اشاره کرد.